# Howards Grove
Howards Grove – wieś w Stanach Zjednoczonych, w stanie Wisconsin, w hrabstwie Sheboygan.